# Cristinápolis
Cristinápolis is een gemeente in de Braziliaanse deelstaat Sergipe. De gemeente telt 16.131 inwoners (schatting 2009).

## Aangrenzende gemeenten
De gemeente grenst aan Umbaúba, Indiaroba, Tomar do Geru, Itabaianinha, Rio Real (BA) en Jandaíra (BA).

## Verkeer en vervoer
De plaats ligt aan de noord-zuidlopende weg BR-101 tussen Touros en São José do Norte. Daarnaast ligt ze aan de weg SE-295.